# بوبي هيكس
بوبي هيكس (بالإنجليزية: Bobby Hicks)‏ هو عازف كمان أمريكي، ولد في 21 يوليو 1933 في نيوتن في الولايات المتحدة.

## وصلات خارجية
- بوبي هيكس على موقع IMDb (الإنجليزية)
- بوبي هيكس على موقع ميوزك برينز (الإنجليزية)
- بوبي هيكس على موقع ديسكوغز (الإنجليزية)